# حكة بريونية
حَكة بريونية (بالإنجليزية: Prion pruritus)‏ هي حكة شديدة تَظهر خلال الفترة الأولى من الإصابة بمرض كروتزفيلد جاكوب.:402